# Градище (Беловище)
Вижте пояснителната страница за други значения на Градище.
Градище (на македонска литературна норма: Градиште) е антична и средновековна крепост, разположена над положкото село Беловище, Северна Македония.

## Местоположение
Крепостта е разположена на стръмно било в северозападния край на селото, което доминира над околния терен.

## История
Градище е археологически обект, укрепено селище от Късната античност. На билото има останки от крепост с кули и предградие. Крепостта има неправилна триъгълна основа с размери 120 м в посока север-юг и 50 м в посока изток-запад. В предградието се разпознават основи на сгради, а в цитаделата има фрагменти от керамични съдове, питоси, тегули, открити са монети от IV и V век.